# Роберт Кінгстон Скотт
Роберт Кінгстон Скотт народився 8 липня 1826 року в окрузі Армстронг, Пенсільванія. Він був військовим та відомим американським політиком Республіканської партії. З 1868 по 1872 рік він обіймав посаду губернатора Південної Кароліни. Скотт помер 12 серпня 1900 року у Наполеоні, Огайо.